# Marriott Center
 (octobre 2024).
Si vous disposez d'ouvrages ou d'articles de référence ou si vous connaissez des sites web de qualité traitant du thème abordé ici, merci de compléter l'article en donnant les références utiles à sa vérifiabilité et en les liant à la section « Notes et références ».
La Marriott Center est une salle omnisports située à Provo, dans l’État de l'Utah aux États-Unis. Depuis son ouverture en 1971, ses locataires sont les Cougars de BYU, club omnisports universitaire de l'Université Brigham-Young. Il a une capacité de 18 987 places.